# 1987年4月逝世人物列表
1987年逝世人物列表：1月 - 2月 - 3月 - 4月 - 5月 - 6月 - 7月 - 8月 - 9月 - 10月 - 11月 - 12月
1987年4月逝世人物列表，是用於匯總1987年4月期間逝世人物的列表。

## 依日期排序

### 1日
- 亨利·科歇，85歲，法國網球運動員，世界第一球員。[1]
- Victor D'Amico，82歲，美國教學藝術家，現代藝術博物館教育部主任。[2]
- 詹姆斯·愛德華·道爾（James Edward Doyle），71歲，美國律師，美國地區法官。[3]
- 弗拉基米爾·波波夫（Vladimir Popov），56歲，蘇聯動畫師和藝術總監。

### 2日
- 湯米·大衛斯，52歲，美國NFL橄欖球運動員（舊金山49人），肺癌。[4]
- 特雷弗·霍基，43歲，英國足球運動員和威爾士國腳（伯明翰足球會、威爾斯足球代表隊），心臟病發作。[5]
- 埃莉諾·里科克（Eleanor Leacock），64歲，美國人類學家和社會理論家，中風。[6]
- 拉裡·馬利（Larry Marley），41-42歲，愛爾蘭共和軍成員，開槍。[7]
- 王人美，中國女演員、歌手，腦出血。
- Buddy Rich，69歲，美國爵士鼓手、詞曲作者和樂隊領隊，心力衰竭[8]
- 哈裡·瓦特（Harry Watt），80歲，蘇格蘭紀錄片和故事片導演（平奇古特之圍（The Siege of Pinchgut））。[9]
- 山本悍右，73歲，日本攝影師和詩人。[10]

### 3日
- 羅伯特·達爾班，83歲，法國演員。
- 安妮·格雷，80歲，英國女演員。
- 湯姆·塞斯塔克，51歲，美國AFL足球運動員（布法罗比尔），心臟病發作。[11]

### 4日
- 阿格耶亞，76歲，印度詩人、小說家和革命家。[12]
- C. L. Moore，76歲，美國科幻小說和奇幻作家。[13]
- 邁克爾·雷德斯通，84歲，美國企業家，全国娱乐創始人。[14]
- 奧斯曼·薩利赫·薩貝，54-55歲，厄利垂亞作家和政治活動家。
- Le Tari，40歲，美國影視演員，心臟病發作。
- 丘揚創巴，48歲，藏傳佛教禪修大師，心臟驟停。[15]

### 5日
- 傑克·豪，71歲，英格蘭國際足球運動員（德比郡、英格蘭）。[16]
- Leabua Jonathan，72歲，萊索托總理，心臟病發作。[17]
- Jan Lindblad，54歲，瑞典博物學家、作家和電影製片人，腎功能衰竭。
- 中里恒子，77歲，日本小說家，結腸癌。
- 吉姆·懷特（Jim White），67歲，美國NFL足球運動員（纽约巨人）。[18]

### 6日
- 維森特·卡納斯（Vicente Cañas），47歲，西班牙基督教傳教士，遇刺身亡。
- 詹姆斯·多諾萬（James G. Donovan），88歲，美國律師和政治家，美國眾議院議員。[19]
- Jean-Baptiste Doumeng，67歲，法國商人和共產主義政治家。[20]
- 亨利·呂西安·德弗里斯，77歲，蘇里南政治家和企業家，蘇里南總督。

### 7日
- 特裡·卡爾（Terry Carr），50歲，美國科幻小說迷、作家和編輯，心力衰竭。
- 威爾·辛德爾（Will Hindle），57歲，美國個人16毫米電影製片人，心臟病發作。[21]
- 查理斯·霍普（Charles Hope），75歲，英國同行和商人，鷹星保險（Eagle Star Insurance）董事。[22]
- 約翰·萊曼，79歲，英國出版商和詩人。[23]
- 尼克·德·諾亞（Nick De Noia），45歲，美國導演、編劇和編舞，被謀殺。[24]
- Noel F. Parrish，77歲，美國空軍準將，心臟驟停。[25]
- 保羅·皮克，82歲，美國律師和政治家，加利福尼亚州最高法院助理大法官。[26]
- 沃爾特·雷諾茲（Walter H. Reynolds），86歲，美國政治家，羅德島州普羅維登斯市市長。[27]
- Maxine Sullivan，75歲，美國爵士歌手，癲癇發作。[28]

### 8日
- 湯米·阿博特，52歲，美國演員、舞蹈家和編舞家（西城故事）。[29]
- 特裡·艾倫，62歲，英國蠅量級拳擊手和世界冠軍。
- 安妮·弗裡德，87歲，德國抒情女高音。[30]
- 安德列·蓋特曼，83歲，蘇聯軍事指揮官，紅軍將軍。[31]
- 凱文·麥克納馬拉（Kevin McNamara），60歲，愛爾蘭天主教學者，都柏林大主教，癌症。[32]
- Ervin Nyiregyházi，84歲，匈牙利和美國鋼琴家和作曲家。[33]

### 9日
- 詹姆斯·勒羅伊·邦德斯蒂爾（James Leroy Bondsteel），39歲，美國陸軍美國士兵，榮譽勳章獲得者。[34]
- 詹姆斯·布希，79歲，美國演員。
- 阿爾·多德，41歲，美國NFL足球運動員（新奥尔良圣徒）。[35]
- Emil M. Mrak，85歲，美國食品科學家和微生物學家，加州大學戴維斯分校校長，心臟病發作。[36]

### 10日
- 霍斯特·達斯勒（Horst Dassler），51歲，德國商人，愛迪達（Adidas）董事長，癌症。[37]
- 比爾吉特·德雷塞爾，26歲。西德七項全能運動員和奧運選手，器官衰竭。[38]
- Berta Drews，85歲，德國舞臺和電影女演員。

### 11日
- 卡爾頓·布萊恩特（Carleton F. Bryant），94歲，美國海軍中將。[39]
- 厄斯金·考德威爾（Erskine Caldwell），83歲，美國小說家和短篇小說作家（煙草之路），肺氣腫和肺癌。[40]
- 內塔尼亞·達夫拉特（Netania Davrath），55歲，烏克蘭裔以色列女高音歌劇和音樂會歌手。
- 魯道夫·克勞斯（Rudolf Krause），80歲，東德賽車手。
- 普里莫·莱维，67歲，義大利化學家和作家，猶太大屠殺倖存者，自殺。[41]
- 弗雷德里克·約瑟夫·洛夫圖斯-托特納姆熱刺，88歲，英屬印度陸軍愛爾蘭少將。[42]
- 肯特·泰勒，79歲，美國影視演員。[43]
- Hédi Váradi，57歲，匈牙利女演員。

### 12日
- 邁克·馮·埃裡希（Michael Adkisson），23歲，美國職業摔跤手，服藥過量自殺。[44]
- René Hardy，76歲，法國公民，二戰期間法國抵抗運動成員。[45]
- Akram Pahalwan，57歲，巴基斯坦摔跤手。[46]
- 赫塔·馮·瓦爾特，83歲，德國電影女演員。[47]

### 13日
- 鄧尼斯·艾倫，35歲，澳大利亞毒販，被指控為殺人犯，心力衰竭。[48]
- 赫伯特·布魯默（Herbert Blumer），87歲，美國社會學家和NFL足球運動員（芝加哥紅雀隊）。[49]
- 喬·科爾庫洪，60歲，英國漫畫家（《查理的戰爭》），心臟病發作。
- 西姆哈·弗拉潘，76歲，以色列歷史學家和政治家。[50]
- 格裡·麥卡隆，70歲，蘇格蘭足球運動員（布倫特福德），體溫過低。
- Guido Sala，58歲，義大利大獎賽摩托車公路賽車手和世界冠軍卡丁車賽車手。

### 14日
- 布萊恩·卡爾森，54歲，澳大利亞國際橄欖球聯盟足球運動員（澳大利亞、北悉尼）。[51]
- 卡爾·霍勒，79歲，德國作曲家。
- 朱利葉斯·薩姆納·米勒，77歲，美國物理學家和電視名人，白血病。[52]

### 15日
- 奧蘭·阿姆斯壯（Orland K. Armstrong），93歲，美國政治家，美國眾議院議員，記者和社會活動家。[53]
- Hans-Joachim Born，77歲，德國放射化學家。
- 雷切爾·伯羅斯（Rachel Burrows），74歲，愛爾蘭女演員和廣播員。[54]
- 米奇·芬恩（Mickey Finn），35歲，愛爾蘭小提琴手。[55]
- 彼得·本傑明·格雷厄姆（Peter Benjamin Graham），61歲，澳大利亞視覺藝術家、印刷商和藝術理論家。
- Louis R. Lowery，70歲，美國海軍陸戰隊軍官和戰鬥攝影師，再生障礙性貧血。[56]
- Press Maravich，71歲，美國大學和職業籃球教練，前列腺癌。[57]
- 中山正敏，74歲，日本空手道大師。
- 撒母耳·羅斯柴爾德（Samuel Rothschild），87歲，加拿大NHL冰球運動員（蒙特利爾馬龍隊）。[58]

### 16日
- 夏洛特·柯蒂斯（Charlotte Curtis），58歲，美國記者，專欄作家和纽约时报編輯，癌症。[59]
- 法塔赫·穆罕默德·帕尼帕蒂（Fateh Muhammad Panipati），82歲，巴基斯坦伊斯蘭學者。
- 比卡什·羅伊（Bikash Roy），70歲，印度演員和電影製片人。
- 胡安·伊萬傑利斯塔·維內加斯，58歲，波多黎各拳擊手和奧運獎牌得主，摔倒。[60]

### 17日
- 卡爾頓·巴雷特（Carlton Barrett），36歲，牙買加雷鬼鼓手，被謀殺。[61]
- 亞瑟·德萊尼，59歲，英國畫家。[62]
- 塞西爾·哈姆斯沃思·金（Cecil Harmsworth King），86歲，國際出版公司（International Publishing Corporation）英國主席，英格兰银行（Bank of England）董事。[63]
- Hena Rodríguez，81歲，哥倫比亞畫家、教育家，哥倫比亞第一位女性雕塑家。[64]
- 迪克·肖恩，63歲，美國演員和喜劇演員，心臟病發作。[65]
- Willi Smith，39歲，美國時裝設計師，肺炎。[66]
- 科尼利厄斯·范蒂爾（Cornelius Van Til），91歲，荷蘭裔美國基督教哲學家。[67]

### 18日
- 愛德華多·阿爾卡拉斯（Eduardo Alcaraz），72歲，智利-墨西哥演員。
- 卡洛斯·貝克，77歲，美國作家，傳記作家和前文學教授。[68]
- Heinie Beau，76歲，美國爵士樂作曲家、編曲家、薩克斯管演奏家和單簧管演奏家，癌症。[69]
- 肯尼斯·庫克（Kenneth Cook），57歲，澳大利亞記者，電視紀錄片製作人和小說家（驚醒），心臟病發作。[70]
- 休·科特，86歲，英國動物學家。[71]
- Vincent Hanley，33歲，愛爾蘭電臺DJ和電視節目主持人，愛滋病。[72]
- 吉姆·蘭頓（Jim Langton），69歲，愛爾蘭人。[73]
- 喬·羅伯，50歲，美國NFL足球運動員（聖路易紅雀）。[74]

### 19日
- 休·布蘭納姆，77歲，美國歌手，編曲家，作曲家和演員，癌症。[75]
- 米爾特·卡爾（Milt Kahl），78歲，迪士尼工作室（Disney Studio）的美國動畫師，肺炎。[76]
- David G. Mandelbaum，75歲，美國人類學家，癌症。[77]
- 麥克斯韋·泰勒（Maxwell D. Taylor），85歲，美國陸軍上將和外交官，美國參謀長聯席會議主席。[78]
- 安東尼·都鐸（Antony Tudor），79歲，英國舞蹈家和編舞家。[79]

### 20日
- Nicholas Acquavella，88歲，美國藝術品轉銷商和畫廊主，Acquavella Galleries的創始人。[80]
- Con Cremin，78歲，愛爾蘭外交官，愛爾蘭聯合國代表。[81]

### 21日
- 約瑟夫·阿爾卡薩，77歲，西班牙出生的法國國際足球運動員（馬賽、法國）。[82]
- 古斯塔夫·伯格曼（Gustav Bergmann），80歲，奧地利裔美國哲學家。[83]
- 韋尼克·奧普魯姆·布裡格斯（Wenike Opurum Briggs），69歲，奈及利亞律師、記者和政治家。
- 伊迪絲·格林，77歲，美國政治家，美國眾議院議員，癌症。[84]
- 穆薩·阿卜杜勒·拉赫曼·哈桑（Moosa AbdulRahman Hassan），阿曼商人，部落領袖和地主。
- 中島治康，77歲，日本棒球運動員（讀賣巨人）。[85]
- Hildrus Poindexter，85歲，美國細菌學家（熱帶病）。[86]

### 22日
- Irving Ashby，66歲，美國爵士吉他手，心臟病發作。[87]
- 瑪格麗特·龐塞·以色列（Margaret Ponce Israel），57歲，美國畫家和陶藝家，交通事故。[88]
- Masumi Mitsui，99歲，日本出生的加拿大第一次世界大戰退伍軍人。[89]
- J. Edwin Orr，75歲，愛爾蘭出生的美國浸信會牧師、教授和作家。[90]

### 24日
- 約瑟芬·貝爾，89歲，英國醫生和作家。[91]
- 拉裡·貝西婭，30歲，美國NFL足球運動員（达拉斯牛仔），自殺。[92]
- 亨利·默多克（Henry Murdoch），66歲，澳大利亞原住民演員和畜牧業者。[93]
- 巴勃羅·阿科斯塔·比利亞雷亞爾，50歲，墨西哥毒品走私者和犯罪頭目，被墨西哥聯邦員警槍殺。[94]
- Berhanu Zerihun，53-54歲，衣索比亞作家和記者。[95]

### 25日
- 布拉斯·羅卡·卡爾德里奧（Blas Roca Calderio），78歲，古巴政治家和馬克思主義理論家，全国人民政权代表大会主席。[96]
- Pētõr Damberg，78歲，拉脫維亞立窝尼亚語言學家和詩人。
- 莫裡斯·吉布森（Maurice Gibson），73歲，北愛爾蘭高等法院法官，汽車炸彈。[97]
- 夏洛特·梅·皮爾斯托夫（Charlotte May Pierstorff），78歲，美國女孩，通過包裹郵寄通過美國郵政系統活著運送。

### 26日
- 比爾·阿莫斯，88歲，美國大學橄欖球運動員和教練。
- 奥利弗·J·弗拉纳根（Oliver J. Flanagan），66歲，爱尔兰统一党政治家，國防部長。[98]
- Archie M. Gubbrud，76歲，美國政治家，南達科他州州長，肺癌。[99]
- Frederick N. Howser，82歲，美國政治家，加利福尼亚州州检察长。[100]
- 達德利·梅森（Dudley Mason），85歲，二戰期間俄亥俄號油輪的英國船長，乔治十字勋章獲得者。[101]
- 約翰·西爾金，64歲，英國政治家和律師，下議院影子領袖。[102]
- Frank Szymanski，63歲，美國NFL足球運動員（费城老鹰）。[103]
- 阿梅麗塔·沃德（Amelita Ward），63歲，美國電影女演員。

### 27日
- 約翰·伯羅斯，73歲，美國職業棒球大聯盟球員（芝加哥小熊），房屋火災。[104]
- Attila Hörbiger，91歲，奧地利舞臺和電影演員，中風。[105]
- 愛麗絲·納馬凱魯亞，94歲，夏威夷作曲家和表演者。[106]

### 28日
- Hannelore Baron，60歲，德國出生的美國藝術家，癌症。[107]
- 澤維爾·福爾卡德（Xavier Fourcade），60歲，法國出生的美國當代藝術商，肺炎。[108]
- Paidi Lakshmayya，83歲，印度國會議員、演員、作家和行政人員，國會議員。
- William Marchant，約38歲，北愛爾蘭忠誠者，被愛爾蘭共和軍槍手槍殺。[109]
- 埃米爾·斯泰格（Emil Staiger），79歲，瑞士歷史學家、作家和德國研究教授。[110]

### 29日
- Héctor Carmona，61歲，智利現代五項全能運動員和奧運選手。[111]
- 格斯·詹森（Gus Johnson），48歲，美國NBA籃球運動員（华盛顿奇才），腦癌。[112]
- 赫爾穆特·勞克斯（Helmut Laux），70歲，納粹德國攝影師。
- 菲力浦·隆巴多（Philip Lombardo），78歲，吉諾維斯家族的美國犯罪頭目。
- 拉斯·桑德斯，81歲，美國NFL足球運動員（绿湾包装工）。[113]
- 湯瑪斯·特倫查德（Thomas Trenchard），63歲，英國世襲貴族，國防採購國務大臣。
- 扎卡里·扎查里耶夫，83歲，保加利亞軍事飛行員和指揮官。

### 30日
- 馬克·阿倫森（Marc Aaronson），36歲，美國天文學家，天文臺事故。[114]
- 休·登普斯特，86歲，英國戲劇和電影演員。[115]

### 日期不詳
- 亞瑟·萊恩（Arthur Lane），76歲，英國演員。